# デセプション・ポイント
デセプション・ポイント（Deception Point）は、小説家・ダン・ブラウンのミステリー小説。大統領選挙やNASAといった現代的なテーマを扱った作品。日本での発売はダ・ヴィンチ・コードを追っての形となったが、実際の執筆はそれよりも前（2001年）に行なわれた。上下巻で角川書店から発売、その後文庫化もされた。日本語訳は越前敏弥。

## あらすじ
NRO職員のレイチェルは、ある朝父親であるセジウィックと朝食を共にする。セジウィックは現在行なわれている大統領選挙の候補であり、近頃経費の増加が激しいNASAを批判し、教育優先を掲げる政策を提唱して日の出の勢いを得ている人物だった。そんな父親は彼女に自分の下で働けという。父を好かず、現在の仕事に誇りをもっている彼女はこれを断るが、その日彼女は父親の敵対候補でもある、現職のハーニー大統領からの極秘任務を言い渡される。NASAがとある重大発見をしたのでこれを確認してほしいと言うのだ。NRO長官の頭越しに大統領から直接依頼があるのは極めて異例のことだったが、彼女はこれを確かめるべく北極へ出発する。現地で海洋学者のマイケルら科学者チームと調査を進めていくうち、彼女はとある謀略に巻き込まれていく。

## 主な登場人物
レイチェル・セクストン
主人公。アメリカ国家偵察局（NRO）の職員で、大統領向けの要旨作成を手掛ける。
トーマス・セジウィック・セクストン
レイチェルの父親で、アメリカ合衆国上院議員の大統領候補。
ガブリエール・アッシュ
セジウィックの個人秘書。
ザカリー（ザック）・ハーニー
合衆国大統領。
マージョリー・テンチ
大統領上級顧問。
ウィリアム・ピカリング
NRO局長。
ローレンス・エクストローム
アメリカ航空宇宙局（NASA）長官。
マイケル・トーランド
海洋学者。
コーキー・マーリンソン
宇宙物理学者。
ウェイリー・ミン
古生物学者。
ノーラ・マンゴア
雪氷学者。
ヨランダ・コール
ABCニュース編集者。
クリス・ハーパー
NASA極軌道型密度走査衛星（PODS）部門主任。